# Krauthof (Miesbach)
Krauthof ist ein Gemeindeteil von Miesbach auf der Gemarkung Wies im oberbayerischen Landkreis Miesbach.

## Ortsbeschreibung
Die Einöde Krauthof liegt nordwestlich von Miesbach. Im ehemaligen Kuhstall führt die Familie des Landwirte-Paars ein Cafe mit Kaffee aus der regionalen Kaffeerösterei Dinzler, hausgebackem Kuchen und Imbißspeisen. Die historischen Stahlträger und das Tonnengewölbe des Altbaus sind noch erhalten. Etwa 150 m östlich vom eigentlichen Hof befindet sich ein neu errichteter Kuhstall für 50 Rinder, der dem modernen Haltungsstandard entspricht.

## Votivkapelle
Die sogenannte Krauthofkapelle Sankt Magnus steht an einer Weggabelung zwischen Krauthof und Oberlinner. Sie wurde 1637 als kleiner Satteldachbau mit Dachreiter erbaut, 1818 erneuert und ist mit ihrer Ausstattung in die Liste der Baudenkmäler in Miesbach eingetragen.
Im Jahr 1637 wurde die Gegend auf der Wies von Ungeziefer geplagt, das die schönsten Feldfürchte vernichtete. Daher haben sich mehrere Gemeindemitglieder entschlossen, zu Ehren des Heiligen Magnus, als besonderen Fürbitte bei Gott, um Abwendung dieses Übels diese Kapelle zu erbauen. Da die Kapelle im Laufe der Zeit verfiel und die Gemeinde erneut von Ungeziefer geplagt wurde, hat sie sich 1818 entschlossen, eine neue Kapelle zu erbauen. Sie wurde 1994 in Eigenleistung der Kirchengemeinde und finanzieller Unterstützung des Erzbischöflichen Ordinariats, des Landesamtes für Denkmalpflege, des Bezirkes Oberbayern, des Landkreises Miesbach, der Stadt Miesbach und privater Spender denkmalschutzgerecht saniert.

## Bevölkerungsentwicklung
Um 1871 lebten in Krauthof fünf Einwohner. Im Mai 1987 gab es nach einem vorübergehenden Anstieg auf 12 Einwohner um 1950 noch drei Einwohner in zwei Häusern.
| Jahr      | 1871 | 1925 | 1950 | 1970 | 1987 |
| Einwohner | 5    | 4    | 12   | 10   | 3    |